# Alois Hildwein
Alois Hildwein (* 5. Februar 1789 (Taufe) in Wien; † 2. Dezember 1828 in Wien) war ein Baumeister und Architekt des Wiener Biedermeier, der in der Zeit des Vormärz vor allem im innerstädtischen, bürgerlichen Wohnbau tätig war.

## Leben
Alois Hildwein wurde 1789 als ältester Sohn des Maurerpoliers und Baumeisters Adam Hildwein (1759–1833) in Wien geboren. Im Betrieb seines Vaters absolvierte er eine Maurerlehre und verbrachte dort vermutlich auch seine Gesellenjahre. Sein Meisterstück schloss Hildwein 1820 ab und wurde als „bürgerlich Stiftschottischer Baumeister“ in die Wiener Bau- und Steinmetzmeister-Innung aufgenommen. 1823 ehelichte er die aus Oberösterreich stammende Magdalena Müller. Mit ihr hatte er vier Töchter und einen Sohn, der jedoch noch im Kindesalter verstarb. Alois Hildwein selbst verstarb jung, im Alter von 39 Jahren an Luftröhrentuberkulose. Seine jüngste Tochter wurde erst nach seinem Tod im Jahr 1829 geboren. Nach dem frühen Ableben Alois Hildweins führte zunächst sein Vater Adam dessen Gewerbe weiter. In Folge übernahm der junge Baumeister Anton Grünn den Betrieb und führte diesen mit Magdalena Hildwein noch bis nach 1850 als sogenannten Witwenbetrieb weiter.

## Werk
Zwischen 1823 und 1827 belegen 26 Neu- und Umbauten Alois Hildweins intensives Schaffen und die rege, private Wohnbautätigkeit im Wien dieser Jahre. Für manche Bauherren gestaltete Hildwein ganze Häuserzeilen, wie etwa in der Franzens- und der Krongasse in Wien-Margareten. Gebaut wurden überwiegend dreigeschoßige Zinshäuser, die in kleine Wohneinheiten unterteilt waren, aus Zimmer, Küche und Kabinett bestanden und in den oberen Stockwerken zumeist über Pawlatschen zugänglich waren. Die architekturgeschichtliche Bedeutung Hildweins wird vor allem an seiner Fähigkeit bemessen, „für das damals gängige Gliederungsschema der Fassaden mit dem großen Formenreichtum seiner Zeit immer wieder neue Variationen zu finden.“
| Jahr      | Funktion                          | Adresse                                                                | Bauzustand                                            |
| --------- | --------------------------------- | ---------------------------------------------------------------------- | ----------------------------------------------------- |
| 1823      | Miethaus                          | Wien 3., Salesianergasse 15                                            | 1829/30 von Anton Hoppe aufgestockt und neue Fassade  |
| 1823      | Miethaus                          | Wien 6., Webgasse 34 / Schmalzhofgasse 20                              | abgetragen                                            |
| 1823      | Miethaus „Zum russischen Adler“   | Wien 8., Laudongasse 21                                                | Veränderungen und teilweise neue Fassade; erbaut 1786 |
| 1824      | Miethaus                          | Wien 2., Im Werd 5                                                     |                                                       |
| 1824      | Miethaus                          | Wien 5., Franzensgasse 5                                               | abgetragen                                            |
| 1824      | Miethaus                          | Wien 6., Schmalzhofgasse 18                                            | abgetragen                                            |
| 1824      | Miethaus                          | Wien 8., Buchfeldgasse 17                                              | 1828 Fertigstellung von Ignaz Göll                    |
| 1824      | Miethaus „Zum grünen Kranz“       | Wien 4., Wiedner Hauptstraße 51 / Mayerhofgasse 22                     | 1837 Aufstockung und neue Fassade von Anton Hoppe     |
| 1824      | Miethaus                          | Wien 5., Franzensgasse 9 / Schönbrunner Straße 17                      |                                                       |
| 1824/1825 | Miethaus                          | Wien 5., Franzensgasse 4                                               | Fassade total geglättet                               |
| 1824–1825 | Miethaus                          | Wien 5., Franzensgasse 6                                               | Fassade geglättet                                     |
| 1824–1825 | Miethaus                          | Wien 5., Franzensgasse 10 / Schönbrunner Straße 15                     | abgetragen                                            |
| 1825      | Miethaus                          | Wien 5., Franzensgasse 2 / Margaretenstraße 58                         | Fassade vereinfacht                                   |
| 1825      | Miethaus                          | Wien 5., Krongasse 13                                                  | abgetragen                                            |
| 1825      | Miethaus                          | Wien 5., Krongasse 14                                                  | abgetragen                                            |
| 1825      | Miethaus                          | Wien 5., Krongasse 15                                                  | abgetragen                                            |
| 1825      | Miethaus                          | Wien 5., Krongasse 16                                                  | abgetragen                                            |
| 1825      | Miethaus                          | Wien 5., Krongasse 17                                                  | Fassade später verändert                              |
| 1825      | Miethaus                          | Wien 5., Krongasse 18                                                  | abgetragen                                            |
| 1825      | Miethaus                          | Wien 5., Ziegelofengasse 17                                            | 1988/1989 gänzlich saniert                            |
| 1825      | Miethaus „Zum Hl. Florian“        | Wien 7., Schottenfeldgasse 81                                          | Fassade vereinfacht                                   |
| 1825      | Miethaus                          | Wien 8., Buchfeldgasse 5                                               | Seit 1897 das Hotel Graf Stadion                      |
| 1825      | Miethaus „Zum goldenen Lamm“      | Wien 8., Lerchenfelder Straße 76                                       | abgetragen                                            |
| 1825      | Miethaus                          | Wien 8., Strozzigasse 42                                               | Fassade vereinfacht                                   |
| 1826      | Miethaus                          | Wien 5., Wiedner Hauptstraße 84 / Ziegelofengasse 1 / Hartmanngasse 2b | Trakt in Hartmanngasse; abgetragen                    |
| 1826      | Wohnhaus „Zum goldenen Schlössel“ | Wien 8., Florianigasse 8 / Schösselgasse 6                             | 1869 von A. Ringer verändert                          |
| 1826      | Wohnhaus                          | Wien 9., Tendlergasse 8                                                |                                                       |
| 1827      | Wohnhaus                          | Wien 8., Buchfeldgasse 4                                               |                                                       |
| 1827      | Wohnhaus                          | Wien 9., Wasagasse 21                                                  |                                                       |

## Galerie

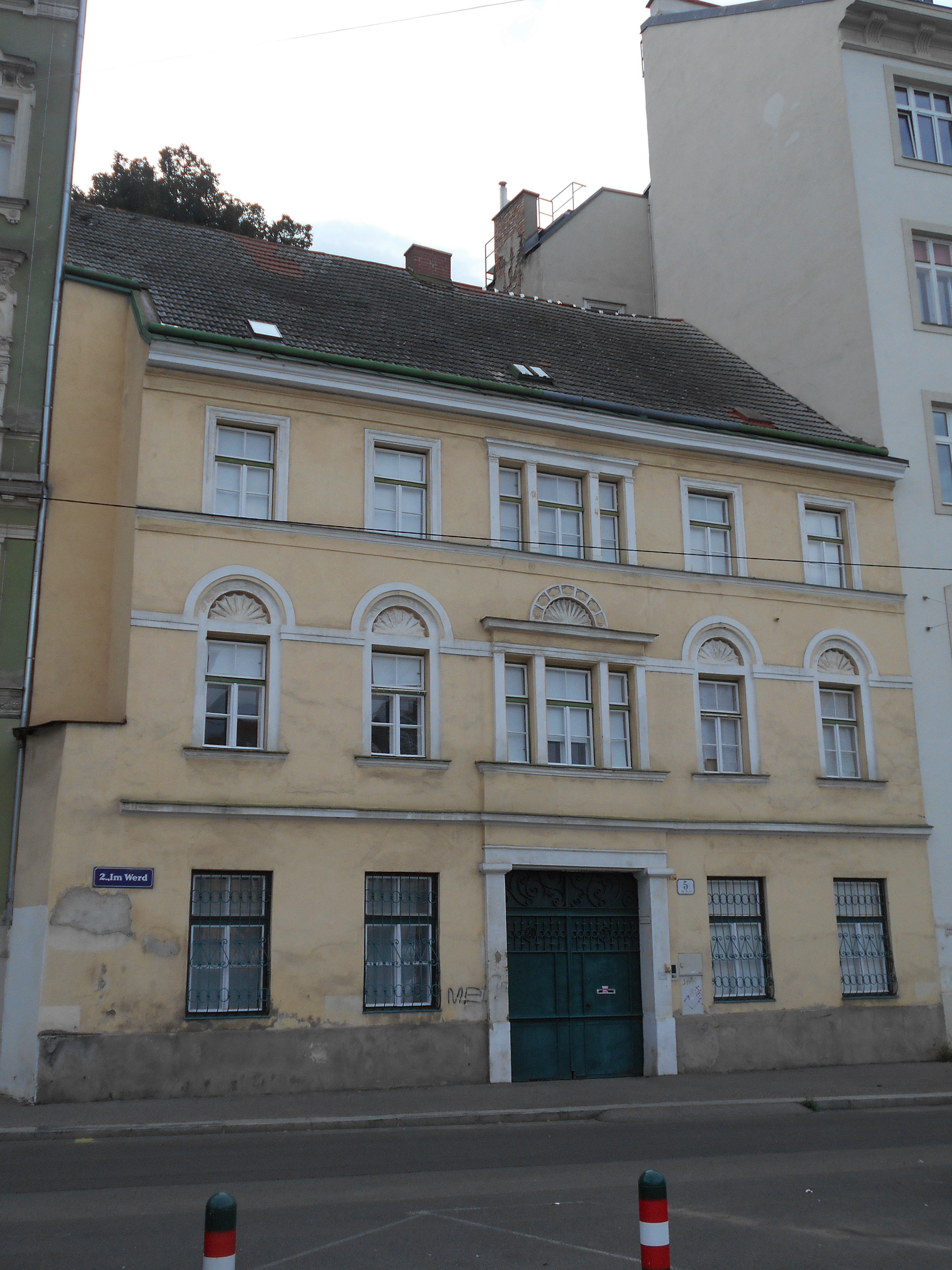
Im Werd 5, Wien 2.
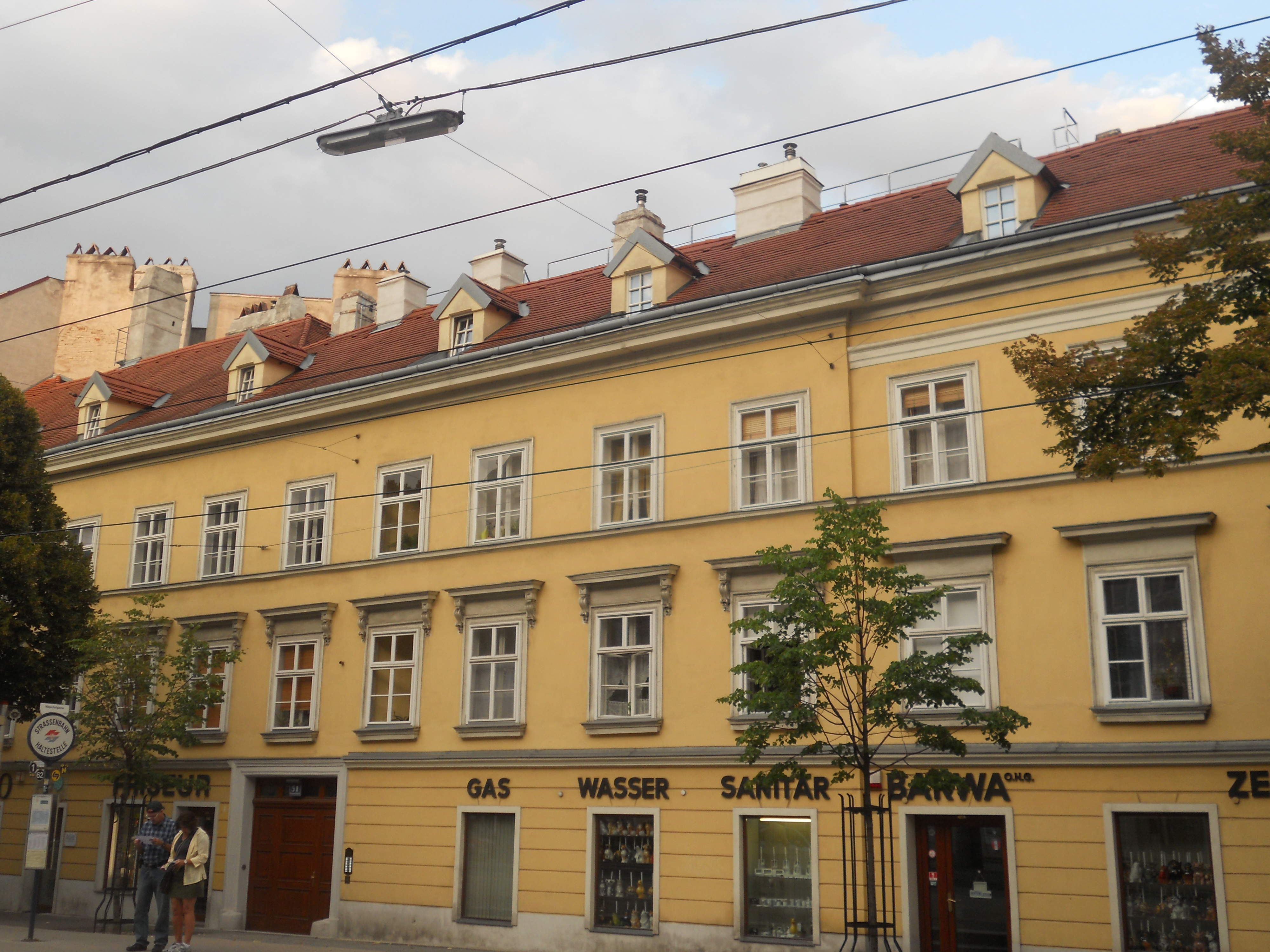
Wiedner Hauptstraße 51, Wien 4.
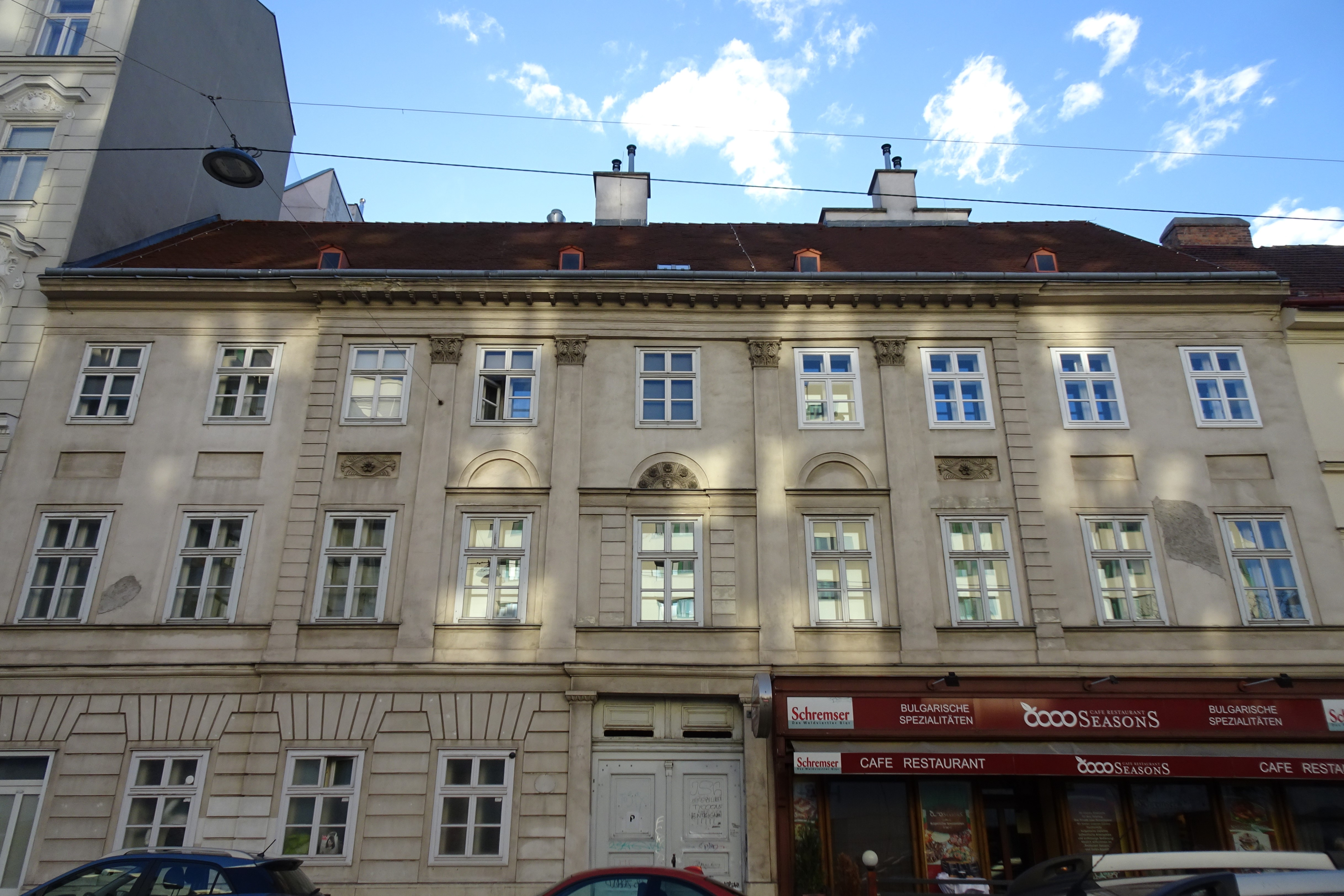
Ziegelofengasse 17, Wien 5.
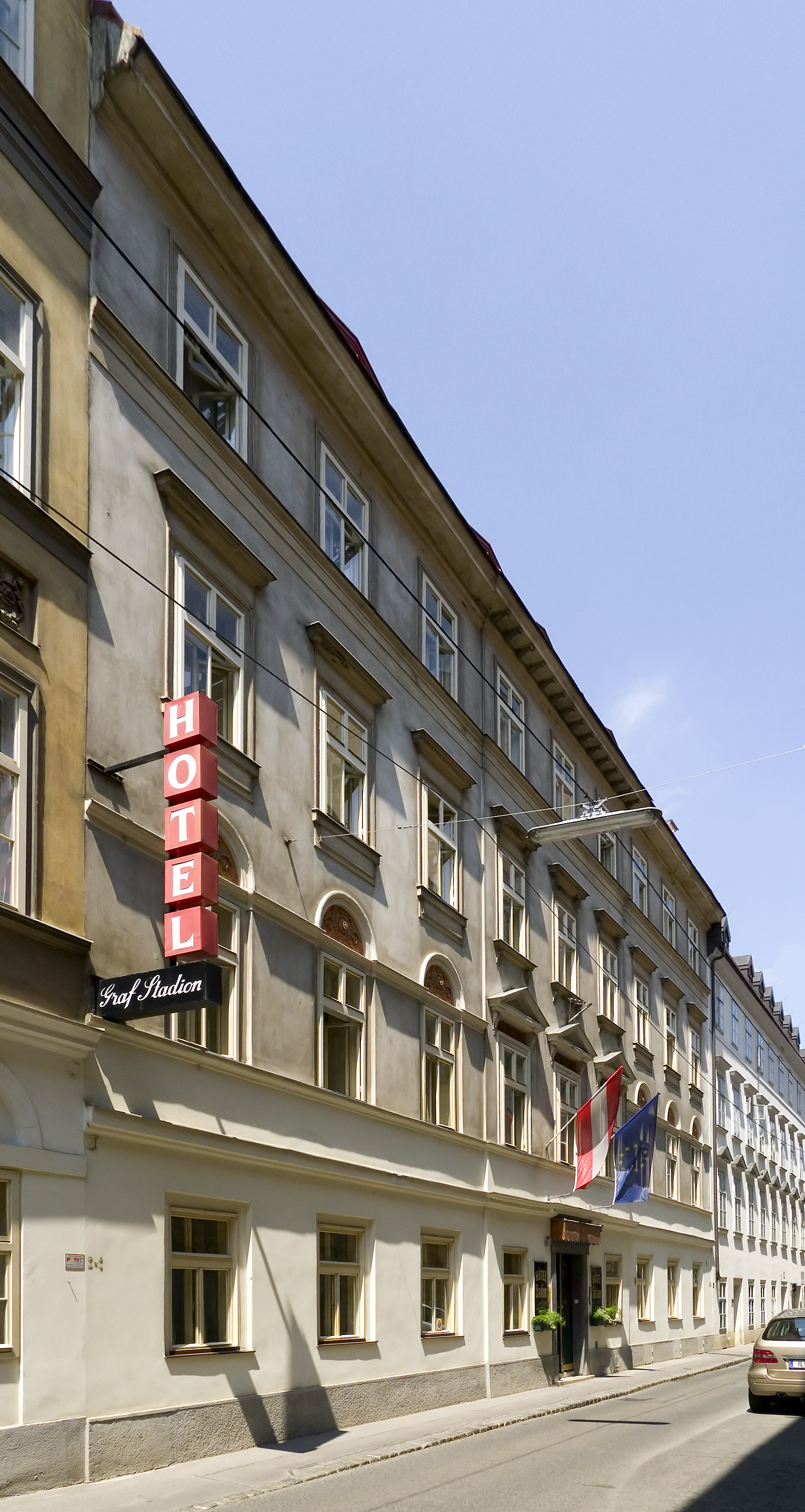
Buchfeldgasse 5, Wien 8.
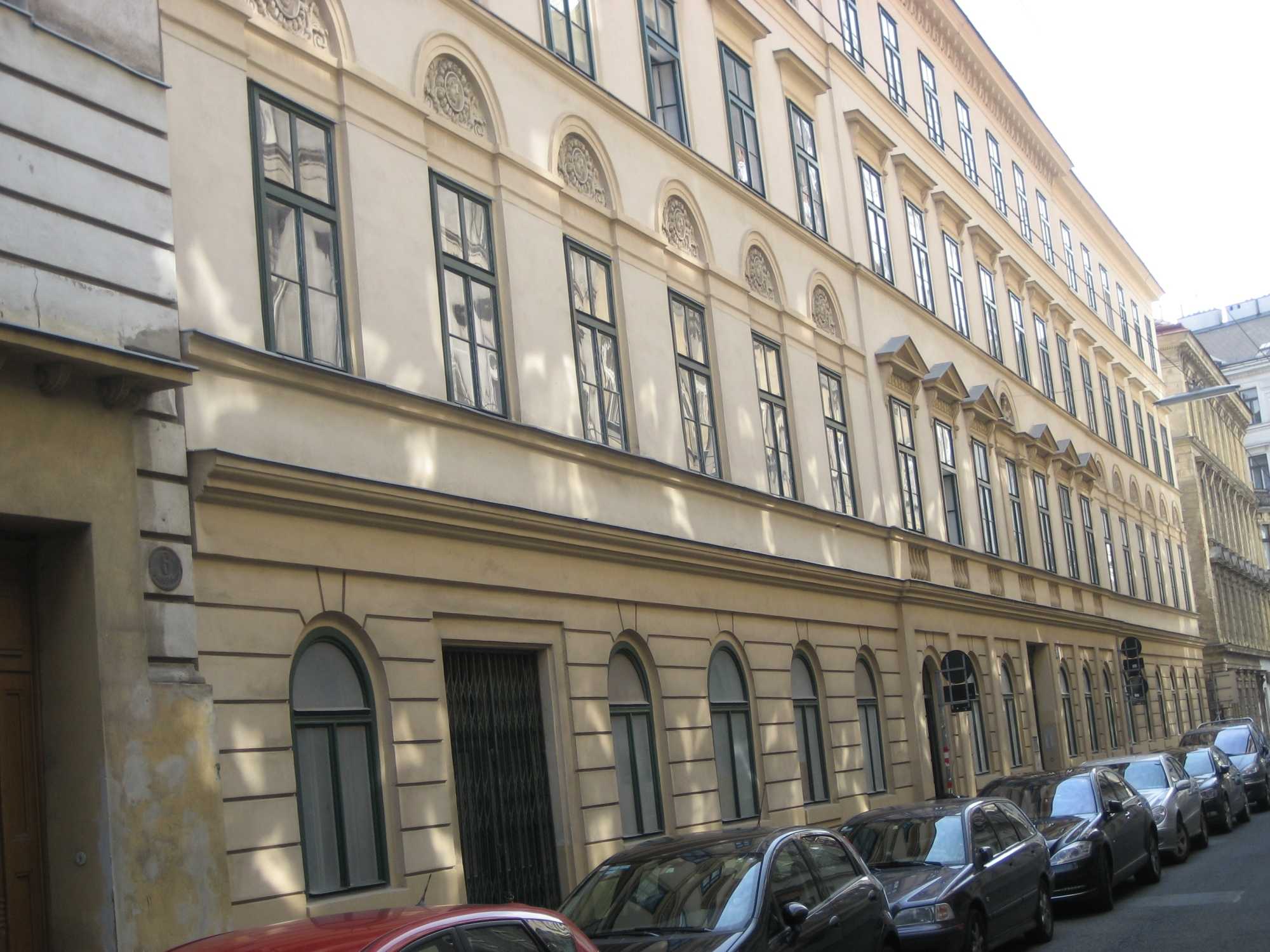
Buchfeldgasse 4, Wien 8.
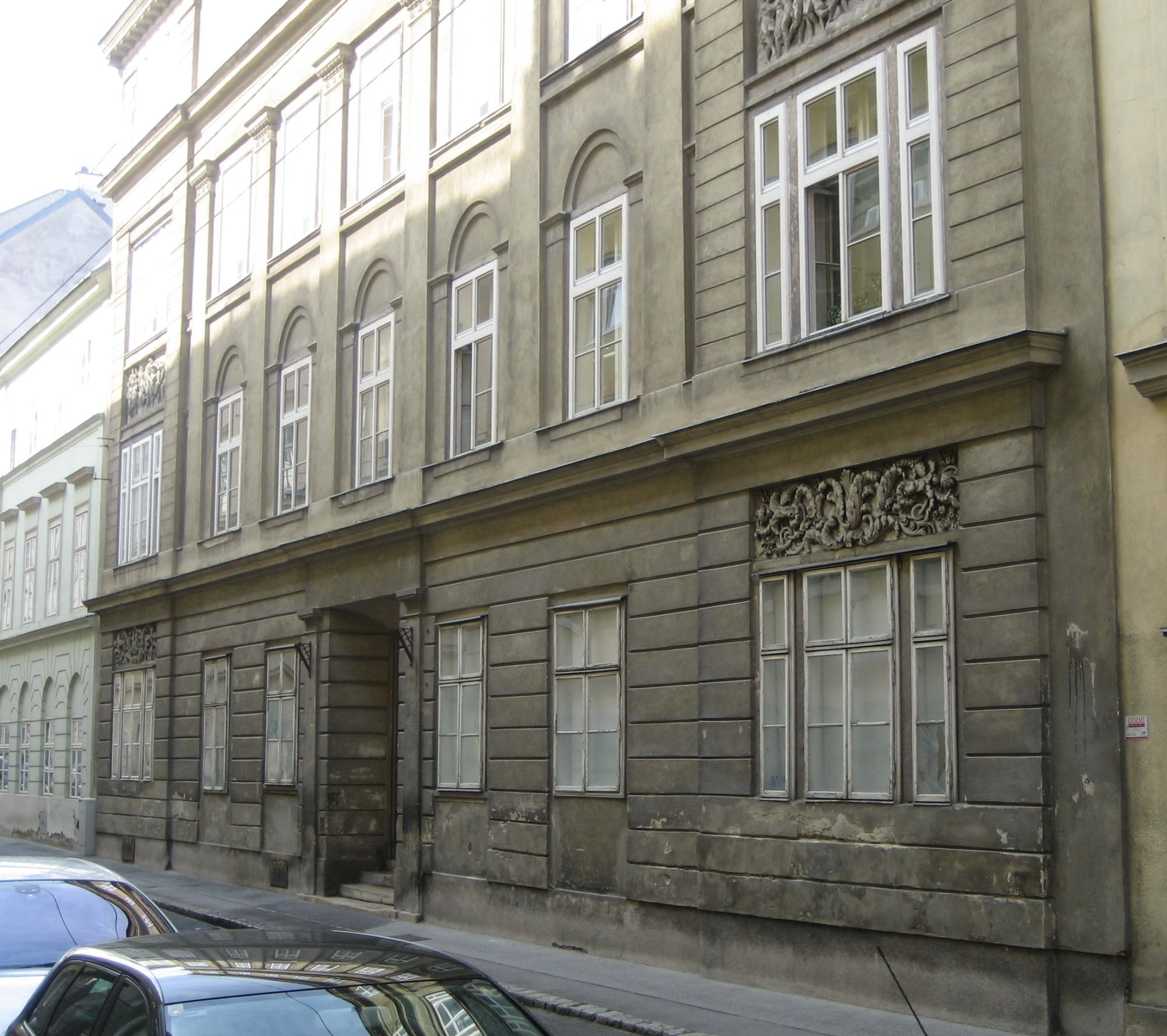
Buchfeldgasse 17, Wien 8.
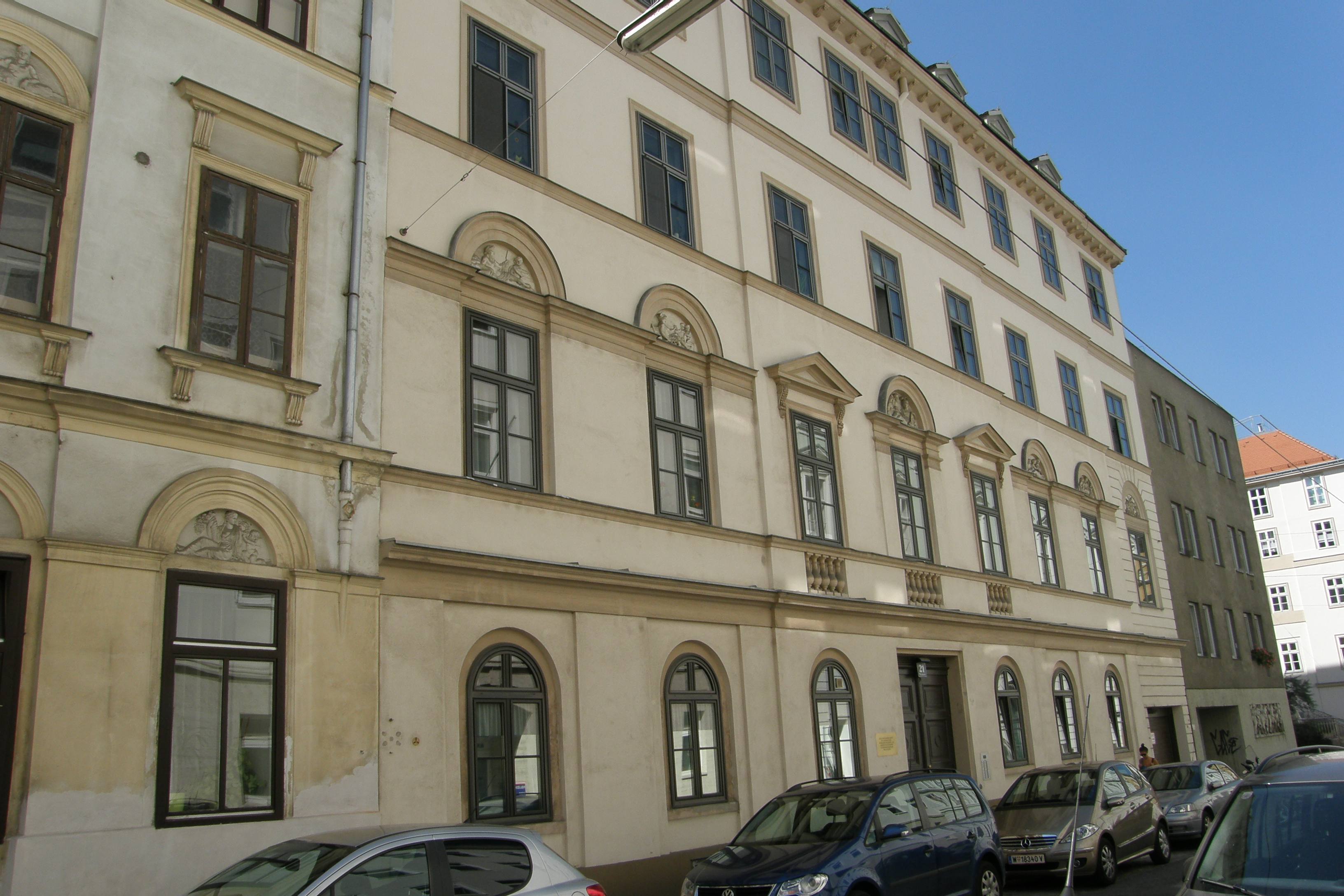
Wasagasse 21, Wien 9.